# Сором

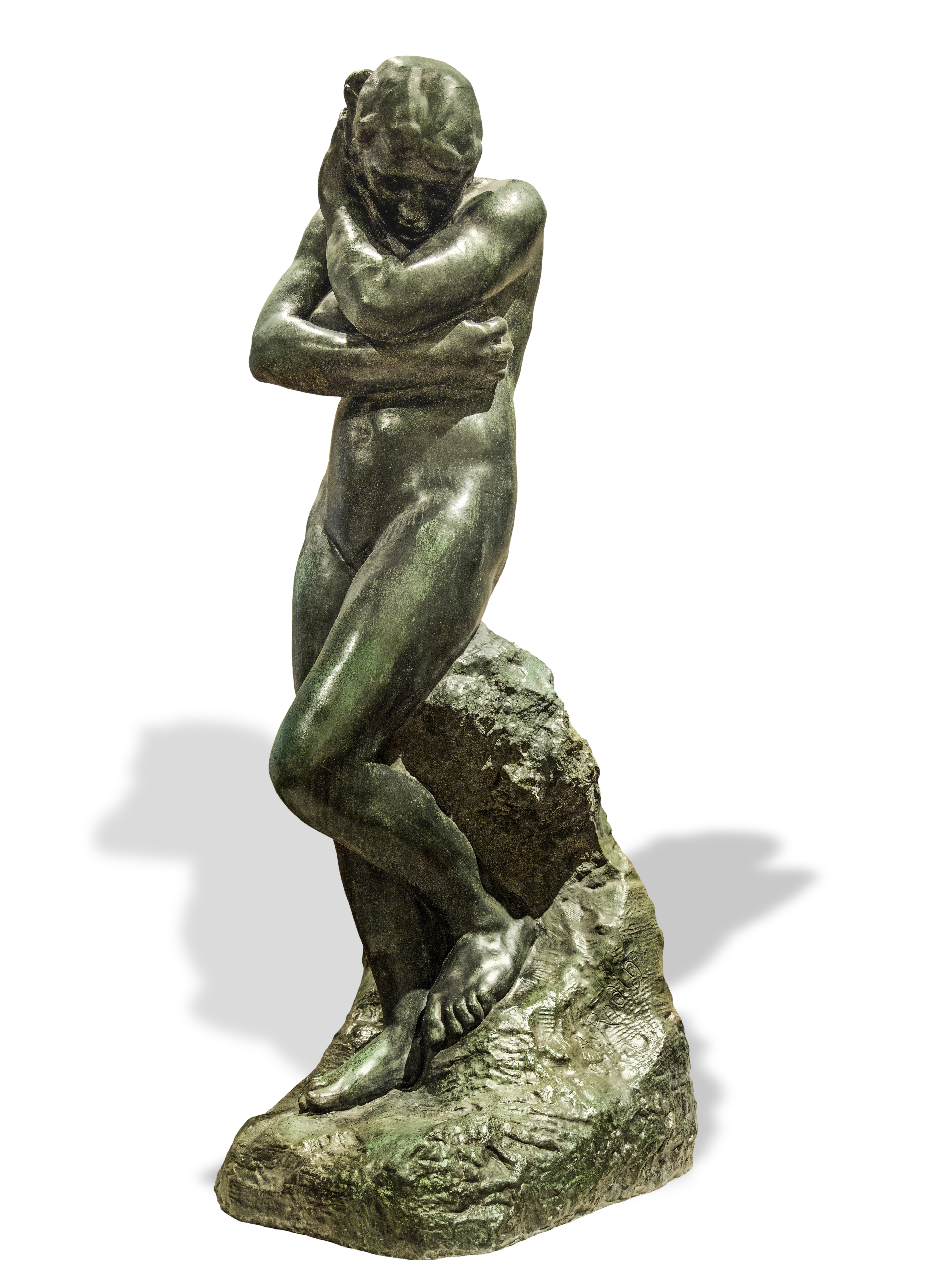
Єва, що зазнає сорому (статуя Родена — Єва після гріхопадіння)

Со́ром — почуття, що виникає у людини при здійсненні вчинків, що перечать вимогам моралі, принижують гідність особи.
Вміст вчинків, що викликають відчуття сорому, має суспільно-історичний характер, залежить від еволюції норм моралі. Сором випробовується як обтяжливе занепокоєння, незадоволення собою, засудження своєї поведінки, жаль про здійснений вчинок. Сором може переживатися при негідній поведінці інших людей, в особливості близьких. Відчуття сорому виникає і при спогаді про принизливий вчинок, здійснений у минулому. Переживання сорому може мати виразні тілесні симптоми — почервоніння обличчя, опускання очей додолу тощо.
Із соромом тісно пов'язані такі поняття, як гордість і вина, а також у нього є різні ступені інтенсивності — замішання, поверхневий сором (легко маскується), безчестя або ганьба (найгостріша форма прояву). А сама емоція неможлива без присутності іншої людини, свідка. Адже сором автоматично підвищує нашу чутливість до оцінок оточуючих — якщо у людини є проблеми з самооцінкою, вона буде сильніше переживати цю емоцію. Сором вчить нас поводитися належним чином при соціальних взаємодіях і змушує нас контролювати себе. Крім того, сором — важливий емоційний компонент, що дозволяє нам налаштовувати тонке «калібрування» при взаємодіях з іншими людьми: за своїми внутрішніми відчуттями ми можемо зрозуміти, наскільки відвертими варто бути з тією або іншою людиною.